# 王司温泉
王司温泉（おうじおんせん）は、山口県下関市にある温泉。

## 泉質
単純弱放射能温泉（ラドン含有量52.5×10⁻¹⁰ Ci/kg）

## 周辺環境
下関市員光町の住宅街に所在する「清龍館」にて入浴できる。住宅街の周囲には田園が広がり、付近の清末地区には清末藩の史跡が点在する。

## 歴史
かつては「員光冷泉」または「湯場の湯」ともいわれていた。入浴客は近隣の住民が主である。

## アクセス
JR山陽本線長府駅からサンデン交通員光線で15分（「王司温泉」バス停で下車）